# 凯尔特竖琴
凯尔特竖琴，又名爱尔兰竖琴（英語：Celtic harp），是一种爱尔兰和苏格兰地区的传统弦乐器。凯尔特竖琴需要经过长时间练习和很高技术才能熟练掌握。历史上，这种乐器曾与苏格兰高地的统治阶级有一定联系。当代爱尔兰与英国发行的硬币，爱尔兰和英國、加拿大国徽，以及英国皇家旗上均有凯尔特竖琴的图案。

## 特点
凯尔特竖琴有一个三角形的共鸣箱（外框）、没有踏板，不同的琴弦可以产生不同的音符。凯尔特竖琴不具备半音，也没有调音装置，产生的声音为持续的延长音。在演奏时，演奏者一般使用指甲拨动凯尔特竖琴的琴弦。
凯尔特竖琴的弦由黄铜或铁等材料制作，部分学者认为也有凯尔特竖琴的弦是用银或金製成。凯尔特竖琴的共鸣箱（外框）一般是使用同一根木料雕刻而成。凯尔特竖琴的共鸣箱的製作材料通常是柳树，但也有用桤木和杨树製成的凯尔特竖琴共鸣箱。

## 历史
爱尔兰地区最早有关三角竖琴的历史记录可以追溯到公元1世纪。凯尔特竖琴大约在9-10世纪时发展成熟。12世纪时，凯尔特竖琴在欧洲享有很高名誉，都柏林逐渐发展为欧洲的音乐中心之一。凯尔特竖琴作为爱尔兰地区的象征可以追溯到1526年左右英王亨利八世在铸币中引入凯尔特竖琴符号一事。1798年爱尔兰起义被镇压后，作为爱尔兰象征的凯尔特竖琴符号也一度在爱尔兰遭到英国政府禁止。当代爱尔兰国徽的图案即为一座爱尔兰竖琴。
现存最古老的三座凯尔特竖琴是拉蒙特竖琴、圣三一学院竖琴，以及玛丽皇后竖琴，其中圣三一学院竖琴源自爱尔兰地区，目前藏于都柏林大学，制造年代为14世纪左右；拉蒙特竖琴和玛丽皇后竖琴源自苏格兰地区，制造年代为15世纪左右，目前藏于英国爱丁堡苏格兰国立博物馆。

### 复兴

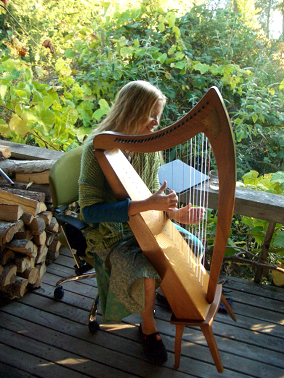
现代的凯尔特竖琴

18世纪末期开始，凯尔特竖琴演奏技艺已式微，几乎无人会演奏凯尔特竖琴。19世纪早期，爱尔兰地区出现了一种新式的凯尔特竖琴，这种竖琴的琴弦是用肠线制作的。19世纪90年代，作为盖尔人文化复兴运动的一部分，在苏格兰地区也有一种与凯尔特竖琴类似的新式竖琴出现。现代的凯尔特竖琴琴弦一般是用尼龙制成。

### 语源
高地苏格兰地区最早出现的竖琴类乐器称为，这一名称语源上可能与威尔士的传统乐器克鲁斯琴有关。而今天的凯尔特竖琴应该是替代角色的乐器，“/”的称呼应该是一个苏格兰高地语源的词语，并非由其他语言衍生而来。

## 图集

当代爱尔兰国徽，图中的图案是一座凯尔特竖琴
英国皇家徽章中盾牌的左下角有凯尔特竖琴的图案
加拿大国徽，含有凯尔特竖琴图案
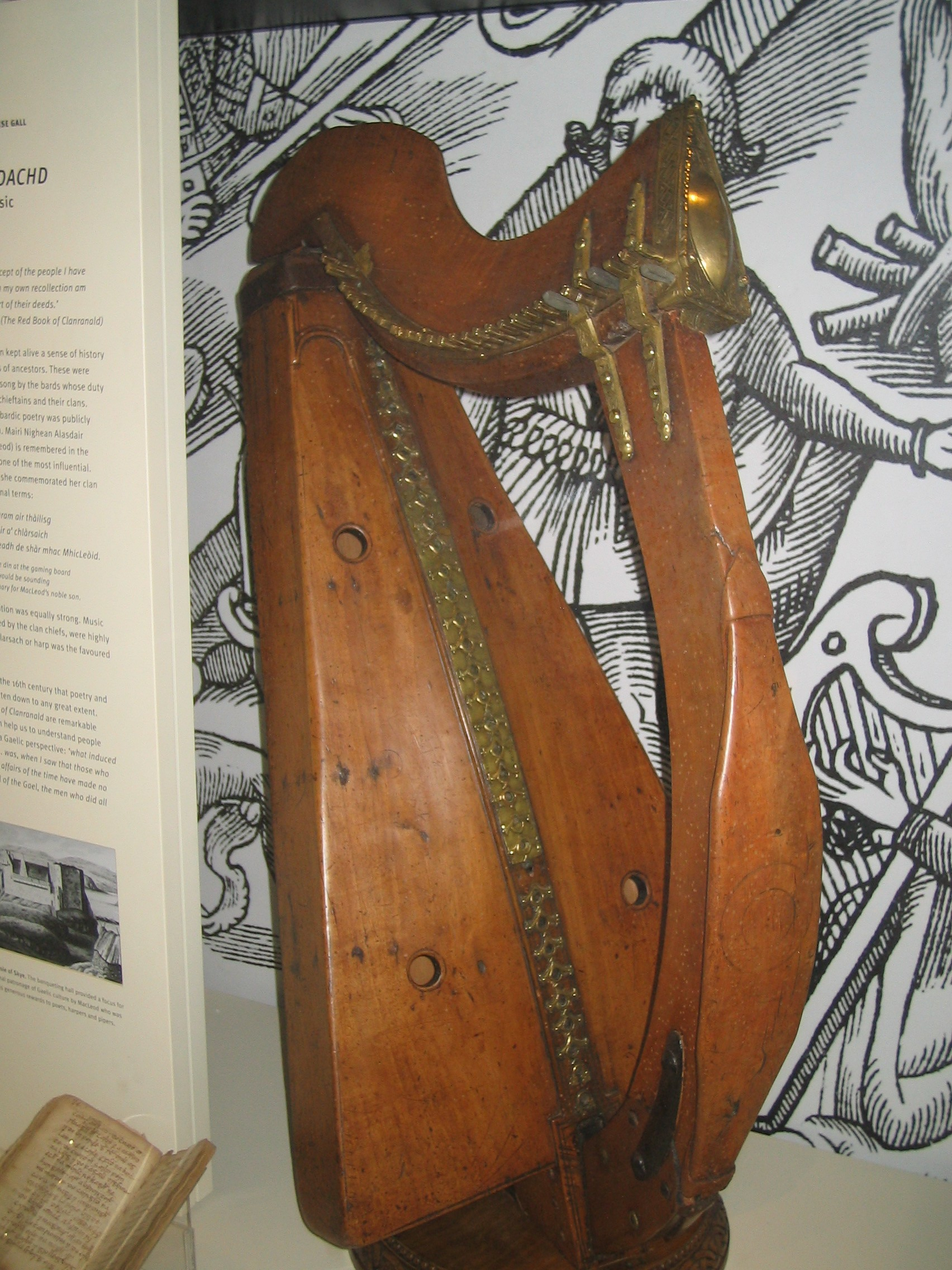
拉蒙特竖琴（英语：Lamont Harp）
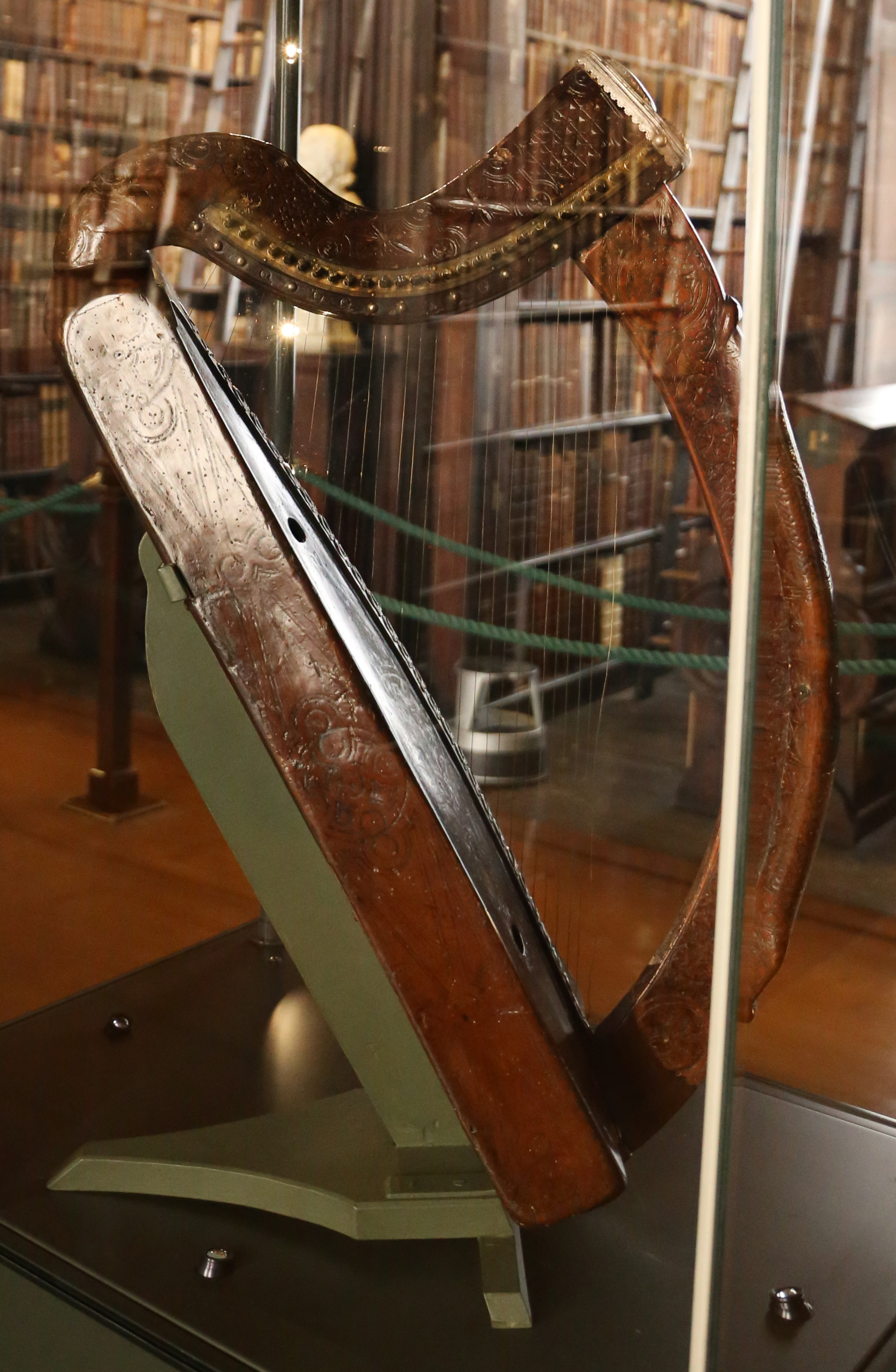
圣三一学院竖琴（英语：Trinity College harp）